# Becky Hill
Rebecca Claire Hill (* 14. února 1994 Bewdley, Anglie), lépe známá pod svým uměleckým jménem Becky Hill, je anglická zpěvačka a skladatelka. Do povědomí se dostala poté, co se objevila v první sérii tehdejší talentové soutěže BBC (nyní ITV) The Voice UK, kde vystoupila s písní „Ordinary People“ od Johna Legenda. Připojila se k týmu Jessie J a dostala se do semifinále soutěže. Dne 29. června 2014 se stala první (a zatím jedinou) soutěžící z The Voice UK, která dosáhla první příčky ve Spojeném království, když píseň „Gecko (Overdrive)“ s Oliverem Heldensem ovládla žebříček UK Singles Chart. Její debutové album „Only Honest on the Weekend“ vyšlo v roce 2021. Následující rok získala dvě nominace na Brit Awards, včetně Nejlepšího britského singlu (za „Remember“ s Davidem Guettou) a Nejlepšího britského tanečního počinu (kterou vyhrála).

## Diskografie
Studiová alba
- Only Honest on the Weekend (2021)
- Believe Me Now? (2024)